# Šiwini
Šiwini war der Sonnengott bei den Urartäern. Er wird vor allem in Götterlisten genannt und gehört zu den drei wichtigsten Hauptgottheiten. Als seine Paredros erscheint Tušpuea, die nach der urartäischen Hauptstadt Tušpa (heutiger Name Van Kalesi) genannt wurde, wo Šiwini einen wichtigen Kult besaß. Ein weiteres Heiligtum befand sich im Tal des Bendimahi Çay bei Muradiye.